# Simon Scarrow
Simon Scarrow (Lagos, 3 ottobre 1962) è uno scrittore britannico di romanzi storici.

## Biografia
È nato a Lagos in Nigeria, quando ne era ancora la capitale, da genitori inglesi. Ha vissuto in molti paesi, tra cui Hong Kong e le Bahamas, prima di stabilirsi nella città di Norwich nella contea di Norfolkin Inghilterra, dove si è laureato all'Università dell'East Anglia, dopo di che, dopo aver lavorato per un periodo all'agenzia delle entrate inglesi, si è dato all'insegnamento, come professore di letteratura, prima all'East Norfolk Sixth Form College e poi al City College Norwich. È considerato un grande esperto di storia romana ed ha sempre alternato all'insegnamento ed alle conferenze la sua grande passione: la scrittura. Nel 2005 ha lasciato a malincuore l'insegnamento per potersi dedicare totalmente ai suoi libri.
Per approfondire le sue conoscenze, e poterle poi riportare nei suoi romanzi, ha effettuato numerosi viaggi in Italia, Grecia, Turchia, Giordania, Siria ed Egitto.
Nel 2023, Simon Scarrow ha realizzato un tour audiovisivo immersivo a piedi per il Colosseo. Il tour è intitolato Blood and Sand ed è disponibile sull'app mobile Bard Eum.
Le sue opere sono state tradotte in oltre venti lingue e hanno venduto diverse milioni di copie. 

### Eagles of the EmpireSeries
Nel 2000 pubblica il romanzo Sotto l'aquila di Roma (Under the Eagle) che diviene in breve tempo un best seller, inaugurando un lungo ciclo di romanzi che viene prima indicato come "Eagle Series" poi dal 2007 "Romans Series" e dal 2015 "Eagles of the Empire Series". Protagonisti dei romanzi sono il centurione Lucio Cornelio Macrone, veterano dal fisico massiccio e muscoloso, ed il suo braccio destro Quinto Licinio Catone, ex schiavo ed ex raffinato uomo di corte che grazie alle sue doti scala le gerarchie dell'esercito romano.
Le vicende dei due protagonisti hanno inizio, col primo romanzo, nel 42 d.C. durante il regno dell'Imperatore Claudio, e con l'ultimo La rivincita di Roma siamo al 61 d.C. sotto l'Imperatore Nerone.
In Italia la pubblicazione dei romanzi della serie Eagle of the Empire non è stata cronologica, in quanto il primo pubblicato il 12 marzo 2009 è stato Il Centurione, che nella realtà è l'ottavo. L'allineamento cronologico delle pubblicazioni si è avuto solamente dal 13 novembre 2014 con l'uscita di Il sangue dell'impero ed i successivi.
La serie comprende ventitré romanzi, che sono stati pubblicati in Italia dalla Newton Compton Editori. L'ultimo romanzo pubblicato in Italia è stato La rivincita di Roma il 27 maggio 2025. 
Nei primi mesi del 2025 Simon Scarrow ha comunicato ai suoi lettori che sta lavorando al ventiquattresimo capitolo della saga, che verrà pubblicato nel novembre del 2025, e per il quale ha già scelto il titolo Tyrant of Rome.

### RevolutionSeries
Dal 2006 al 2010 Scarrow ha pubblicato una serie di romanzi, stavolta solo una tetralogia, con un'ambientazione diversa, ovvero a cavallo dell'Ottocento  e con protagonisti Napoleone Bonaparte e Arthur Wellesley. I quattro volumi della "Revolution Series" sono stati pubblicati in Italia nell'arco del secondo semestre del 2017.

### GladiatorSeries
Dal 2011 al 2014 Scarrow ha pubblicato una serie di romanzi, in una collana dedicata ai ragazzi, che narrano le vicende del giovane Marco Cornelio Primo ambientate nel mondo dei gladiatori. A differenza delle altre serie, che raccontano episodi del primo secolo dopo cristo, in questa i protagonisti vivono nel mondo romano del primo secolo avanti cristo. I quattro volumi della "Gladiator Series" sono stati pubblicati in Italia tra il 2012 ed il 2014. Nel novembre del 2022 la casa editrice Giunti ha pubblicato un volume dal titolo Il gladiatore, che riunisce i quattro volumi della serie Gladiator.

### Sword and Scimitar
Nel 2012 Scarrow realizza un romanzo storico che per la seconda volta, dopo la tetralogia della Revolution Series, non è ambientata ai tempi dell'Impero Romano. Si intitola Sword and Scimitar ed è ambientato a Malta nel XVI secolo, in Italia è stato pubblicato il 30 luglio 2015 con il titolo La spada e la scimitarra.

### ArenaSeries
Tra il 2012 ed il 2013 Scarrow ha pubblicato una serie di cinque romanzi, disponibili solamente in versione e-book, ispirati al mondo dei gladiatori. A fine 2013 è stato pubblicato un sesto volume della serie intitolato Arena, questa volta in formato tradizionale, che però comprende tutti e cinque i titoli della serie. In Italia è stato pubblicato nell'aprile del 2015 con il titolo Roma, sangue e arena.
Questa serie si può definire un prequel della serie Eagles of the Empire, in quanto narra eventi precedenti a Sotto l'aquila di Roma, primo titolo della serie, e con protagonista Macrone.

### InvaderSeries
Tra il 2014 ed il 2015 Scarrow ha pubblicato una serie di cinque romanzi, disponibili solamente in versione e-book, che approfondiscono le gesta della Seconda Legione già trattate nei primi romanzi della "Eagles of the Empire Series". Verso la fine del 2015 è stato pubblicato un sesto volume della serie intitolato Invader, questa volta in formato tradizionale, che tuttavia comprende tutti e cinque i titoli della serie. In Italia è stato pubblicato nell'aprile del 2016 con il titolo I conquistatori.
Questa serie narra gli eventi immediatamente successivi al ritorno a Roma di Catone, Macrone e Vespasiano, e quindi lo si può definire il seguito di La battaglia finale, quinto romanzo della "Eagles of the Empire Series".

### Hearts of Stone
Nel 2015 Simon Scarrow pubblica un romanzo storico ambientato durante la seconda guerra mondiale, intitolato Hearts of stone. In Italia è uscito il 28 febbraio 2019 con il titolo Eroi in battaglia.

### Playing With Death
Nel 2017 Simon Scarrow, per la prima volta, ha lasciato il romanzo storico per realizzare un thriller, intitolato Playing With Death. In Italia è uscito il 24 maggio 2018 con il titolo L'ultimo testimone.
Per questo romanzo Scarrow si è avvalso della collaborazione del suo allievo Lee Francis.

### PirataSeries
Nell'arco del 2019 Scarrow ha completato la pubblicazione di una serie di cinque romanzi, disponibili solamente in versione e-book, che approfondiscono la vita e la carriera del pirata Telemaco.
Sempre nel 2019 è stato anche pubblicato l'omnibus Pirata che comprende tutti e cinque i titoli della serie, in Italia è uscito il 28 maggio 2020, con il titolo La flotta degli invincibili.
Per questa serie Scarrow si è avvalso della collaborazione di T. J. Andrews.

### Criminal Inspector SchenkeSeries
Nel 2021 Simon Scarrow torna a dedicarsi alla seconda guerra mondiale, dopo il romanzo del 2015 ambientato in Grecia Eroi in battaglia, ma questa volta la guerra viene vista con gli occhi dei berlinesi. Anche questo romanzo doveva essere unico e non una serie, ma dopo l'ottimo riscontro sia in termini vendite che di popolarità lo scrittore comincia una serie che con l'uscita del secondo volume assume il nome di Berlin Series e dal 2024 Criminal Inspector Schenke Series.
Il primo romanzo della serie viene intitolato Blackout ed è ambientato a Berlino durante la seconda guerra mondiale. Viene pubblicato nel Regno Unito il 18 marzo 2021, e in Italia dalla Newton Compton il 26 giugno 2021.. 
Nel 16 febbraio 2023 viene pubblicato il secondo volume della serie dal titolo Dead of Night, in Italia viene pubblicato dalla Newton Compton il 18 aprile 2023 con il titolo La notte dei cadaveri.
Nell'arco del 2024 Scarrow annuncia più volte che sta lavorando alla realizzazione del terzo episodio della serie, che verrà intitolato A Death in Berlin. Il romanzo viene pubblicato nel Regno Unito il 13 marzo 2025 e la serie prende il nome definitivo di Criminal Inspector Schenke, dal nome del protagonista.

### WarriorSeries
Scritta insieme a T J Andrews, questa serie, pubblicata tra il 2022 ed il 2023, ha come personaggio centrale Carataco. Dopo che la serie di cinque volumi era stata rilasciata solo in e-book, il 25 maggio del 2023 è stato pubblicato in Gran Bretagna il sesto volume dal titolo Warrior, anche in formato tradizionale, che è la raccolta dei cinque titoli precedenti. In Italia il sesto volume è stato pubblicato il 14 maggio 2024 con il titolo Il guerriero.

## Opere
A maggio 2024 Simon Scarrow ha pubblicato 54 romanzi di cui ben 53 di genere storico, 45 dei quali ambientati ai tempi dell'Impero Romano.

### Serie "Le aquile dell'impero"
1. Sotto l'aquila di Roma [Under the Eagle], traduzione di Roberto Lanzi, Newton Compton, 2009  [2000], ISBN 978-88-541-1608-5.
2. Roma alla conquista del mondo [The Eagle's Conquest], traduzione di Annalisa Biasci e Milva Faccia, Newton Compton, 2010  [2001], ISBN 978-88-541-1984-0.
3. La spada di Roma [When the Eagle Hunts], traduzione di Roberto Lanzi, Newton Compton, 2011  [2002], ISBN 978-88-541-2443-1.
4. Roma o morte [The Eagle and the Wolves], traduzione di Milva Faccia, Newton Compton, 2012  [2003], ISBN 978-88-541-3717-2.
5. La battaglia finale [The Eagle's Prey], traduzione di Roberto Lanzi, Newton Compton, 2013  [2004], ISBN 978-88-541-5042-3.
6. La profezia dell'aquila [The Eagle's Prophecy], traduzione di Rosa Prencipe e Monica Ricci, Newton Compton, 2013  [2005], ISBN 978-88-541-5794-1.
7. L'aquila dell'impero [The Eagle in the Sand], traduzione di Monica Ricci, Newton Compton, 2014  [2006], ISBN 978-88-541-5794-1.
8. Il Centurione [Centurion], traduzione di Stefania Di Natale, Newton Compton, 2009  [2007], ISBN 978-88-541-1209-4.
9. Il gladiatore [The Gladiator], traduzione di Roberto Lanzi e Lucia Mori, Newton Compton, 2010  [2009], ISBN 978-88-541-1768-6.
10. La legione [The Legion], traduzione di Roberto Lanzi, Newton Compton, 2011  [2010], ISBN 978-88-541-2970-2.
11. Il pretoriano [Praetorian], traduzione di Roberto Lanzi, Newton Compton, 2012  [2011], ISBN 978-88-541-4157-5.
12. Il sangue dell'impero [The Blood Crows], traduzione di Elisabetta Colombo e Gian Paolo Gasperi, Newton Compton, 2014  [2013], ISBN 978-88-541-7137-4.
13. Sotto un unico impero [Brothers in Blood], traduzione di Cristiana Giotti, Newton Compton, 2015  [2014], ISBN 978-88-541-8488-6.
14. Per la gloria dell'impero [Eagles of the Empire: Britannia], traduzione di Francesco Chiaro, Newton Compton, 2016  [2015], ISBN 978-88-541-9796-1.
15. L'armata invincibile [Eagles of the Empire: Invictus], traduzione di Rosa Prencipe, Newton Compton, 2018  [2016], ISBN 978-88-227-1450-3.
16. La spada dell'impero [Day of the Caesars], traduzione di Francesca Noto, Newton Compton, 2018  [2017], ISBN 978-88-227-2362-8.
17. Lunga vita all'impero [The Blood of Rome], traduzione di Lorena Aristide e Rosa Prencipe, Newton Compton, 2019  [2018], ISBN 978-88-227-3592-8.
18. Il traditore di Roma [Traitors of Rome], traduzione di Andrea Russo, Newton Compton, 2020  [2019], ISBN 978-88-227-4643-6.
19. Impero senza confini [The Emperor's Exile], traduzione di Marzio Petrolo, Newton Compton, 2021  [2020], ISBN 978-88-227-5807-1.
20. Per l'onore di Roma [The Honour of Rome], traduzione di Valentina Legnani e Valentina Lombardi, Newton Compton, 2022  [2021], ISBN 978-88-227-6996-1.
21. Nel nome di Roma [Death to the Emperor], traduzione di Valentina Legnani e Valentina Lombardi, Newton Compton, 2023  [2022], ISBN 978-88-227-7867-3.
22. Rivolta per l'impero [Rebellion], traduzione di Francesca Gazzaniga, Newton Compton, 2024  [2023], ISBN 978-88-227-8856-6.
23. La rivincita di Roma [Revenge of Rome], traduzione di Valentina Legnani e Valentina Lombardi, Newton Compton, 2025  [2024], ISBN 978-88-227-9449-9.

### Serie Revolution
1. La battaglia dei due regni [Young Bloods], traduzione di Rosa Prencipe e Roberto Lanzi, Newton Compton, 2017  [2006], ISBN 978-88-227-0623-2.
2. Il generale [The Generals], traduzione di Francesca Noto ed Emanuele Boccianti, Newton Compton, 2017  [2007], ISBN 978-88-227-0624-9.
3. A ferro e fuoco [Fire and Sword], traduzione di Lucilla Rodinò e Francesca Noto, Newton Compton, 2017  [2009], ISBN 978-88-227-0975-2.
4. L'ultimo campo di battaglia [The Fields of Death], traduzione di Mariachiara Eredia e Roberto Lanzi, Newton Compton, 2017  [2010], ISBN 978-88-227-0976-9.

### SerieIl Gladiatore
- 2011 - Il gladiatore. La lotta per la libertà (Gladiator. Fight for Freedom), Giunti, traduzione di Anna Carbone, 2012 (ISBN 978-88-09-77420-9)
- 2012 - Il gladiatore. Guerra di strada (Gladiator. Street Fighter), Giunti, traduzione di Anna Carbone, 2013 (ISBN 978-88-09-77776-7)
- 2013 - Il gladiatore. Il figlio di Spartaco (Gladiator. Son of Spartacus), Giunti, traduzione di Anna Carbone, 2013 (ISBN 978-88-09-78566-3)
- 2014 - Il gladiatore. Vendetta (Gladiator. Vengeance), Giunti, traduzione di Anna Carbone, 2014 (ISBN 978-88-09-79347-7)
- 2022 - Il gladiatore, Giunti, traduzione di Anna Carbone, 2022 (ISBN 978-88-09-88539-4)[11]

### Serie Arena
- 2012 - La conquista (Barbarian), Newton Compton, ebook, 2013 (ISBN 978-88-541-5677-7)
- 2012 - La sfida (Challenger), Newton Compton, ebook, 2013 (ISBN 978-88-541-5678-4)
- 2013 - La spada del gladiatore (First Sword), Newton Compton, ebook, 2014 (ISBN 978-88-541-6090-3)
- 2013 - La rivincita (Revenge), Newton Compton, ebook, 2014 (ISBN 978-88-541-6093-4)
- 2013 - Il campione (Champion), Newton Compton, ebook, 2014 (ISBN 978-88-541-6096-5)
- 2013 - Roma, sangue e arena (Arena), Newton Compton, traduzione di Roberto Lanzi e Francesca Noto, 2015 (ISBN 978-88-541-7522-8)[12]

### Serie Invasori
- 2014 - La battaglia della morte (Death Beach), Newton Compton, ebook, 2014 (ISBN 978-88-541-7608-9)
- 2014 - Il sangue del nemico (Blood Enemy), Newton Compton, ebook, 2014 (ISBN 978-88-541-7609-6)
- 2014 - Il richiamo della spada (Dark Blade), Newton Compton, ebook, 2015 (ISBN 978-88-541-7610-2)
- 2015 - L'erede al trono (Imperial Agent), Newton Compton, ebook, 2015 (ISBN 978-88-541-7611-9)
- 2015 - Muori per Roma (Sacrifice), Newton Compton, ebook, 2015 (ISBN 978-88-541-7612-6)
- 2015 - I conquistatori (Invader), Newton Compton, traduzione di Elena Papaleo, Francesca Noto, Maria Cristina Cesa, 2016 (ISBN 978-88-541-8947-8)[13]

### Seriepirati
- 2019 - The Black Flag
- 2019 - The Gates of Stone
- 2019 - Hunters of the Sea
- 2019 - Sea of Blood
- 2019 - The Pirate Chief
- 2019 - La flotta degli invincibili (Pirata), Newton Compton, traduzione di Micol Cerato, 2020 (ISBN 978-88-227-3918-6)[14]

### Serie ispettore Schenke
1. 2021 - Blackout (Blackout), Newton Compton, traduzione di Marzio Petrolo, 2021 (ISBN 978-88-227-5130-0)
2. 2023 - La notte dei cadaveri (Dead of Night), Newton Compton, traduzione di Lorena Marrocco, 2023 (ISBN 978-88-227-7122-3)
3. 2025 - A Death in Berlin

### Serie Guerrieri
- 2022 - The King in Rome
- 2022 - The Druid's Lair
- 2022 - The War Prince
- 2023 - Brothers of the Sword
- 2023 - Lord of War
- 2023 - Il guerriero (Warrior), Newton Compton, traduzione di Donatella Semproni, 2024 (ISBN 978-88-227-8370-7)[15]

### Altri romanzi
- 2012 - La spada e la scimitarra (Sword & Scimitar), Newton Compton, traduzione di Rosa Prencipe, 2015 (ISBN 978-88-541-8091-8)
- 2015 - Eroi in battaglia (Hearts of stone), Newton Compton, traduzione di Francesca Noto, 2019 (ISBN 978-88-227-2876-0)
- 2017 - L'ultimo testimone (Playing With Death), Newton Compton, traduzione di Giulio Silvano, 2018 (ISBN 978-88-227-1914-0)

## Vita privata
Simon Scarrow ha un fratello più giovane, Alex, anch'egli scrittore, famoso per la collana per ragazzi Time riders.